# Gäddtjärnen (Lycksele socken, Lappland, 721168-163141)
Gäddtjärnen är en sjö i Lycksele kommun i Lappland och ingår i Umeälvens huvudavrinningsområde.